# Sonnenschwanzmeerkatze
Die Sonnenschwanz- oder Gabun-Meerkatze (Allochrocebus solatus, Syn.: Cercopithecus solatus) ist eine Primatenart aus der Tribus der Meerkatzenartigen (Cercopithecini) innerhalb der Familie der Meerkatzenverwandten (Cercopithecidae). Die Art wurde erst 1984 erstbeschrieben.

## Merkmale
Sonnenschwanzmeerkatzen erreichen eine Kopfrumpflänge von 50 bis 70 Zentimeter und eine Schwanzlänge von 60 bis 76 Zentimeter. Das Gewicht beträgt 4 bis 9 Kilogramm, wobei die Männchen größer und schwerer als die Weibchen werden. Das Fell dieser Tiere ist vorwiegend graublau gefärbt, am Hals haben sie eine weiße Krause, der Rücken ist teilweise orangebraun. Namensgebendes Merkmal ist die orange gefärbte Schwanzspitze, der restliche Schwanz ist an der Unterseite weiß und an der Oberseite grau gefärbt.

## Verbreitung und Lebensraum

Verbreitungsgebiet der Sonnenschwanzmeerkatze

Sonnenschwanzmeerkatzen bewohnen ausschließlich ein kleines, rund 10.000 km2 großes Gebiet im mittleren Teil Gabuns. Ihr Lebensraum sind mit dichtem Pflanzenwuchs bestandene Gebiete, vorwiegend Wälder.

## Lebensweise
Diese Tiere sind tagaktiv und halten sich vorwiegend am Boden auf. Zum Schlafen ziehen sie sich allerdings in die höheren Bereiche der Bäume zurück. Sie leben in Haremsgruppen von durchschnittlich 17 Tieren, das bedeutet, sie setzen sich aus einem Männchen, mehreren Weibchen und den dazugehörigen Jungtieren zusammen. 
Die Nahrung dieser Meerkatzen setzt sich aus Früchten, Samen, Blättern, Insekten und kleinen Wirbeltieren zusammen.
Im Schnitt alle eineinhalb Jahre bringt das Weibchen nach rund fünf- bis sechsmonatiger Tragzeit meist ein einzelnes Jungtier zur Welt. Dieses wird mit rund vier Jahren geschlechtsreif.

## Bedrohung
Aufgrund ihres begrenzten Verbreitungsgebietes wird die Art von der IUCN als gefährdet (vulnerable) gelistet. Teile ihres Verbreitungsgebietes befinden sich aber im Lopé-Nationalpark.

## Systematik
Die nächsten Verwandten der Sonnenschwanzmeerkatze sind die Westliche Vollbartmeerkatze und die Östliche Vollbartmeerkatze. Gemeinsam bilden sie die Gattung Allochrocebus innerhalb der Tribus der Meerkatzenartigen (Cercopithecini).